# Эскимосско-уральские языки
Эскимосско-уральские языки — это гипотетическая макросемья, включающая уральские и эскимосско-алеутские языки. Она не является общепринятой среди лингвистов, поскольку сходства могут быть просто ареальными чертами, общими для неродственных языковых семей. В 1818 году датский лингвист Расмус Раск сгруппировал вместе гренландский и финский языки. Эскимосско-уральская гипотеза была выдвинута Кнутом Бергсландом в 1959 году.Анте Айкио заявил, что, возможно, существует некоторая связь между двумя семьями, но точные выводы сделать нельзя, и сходства могут существовать путем заимствования.
Подобная теория была предложена в 1998 году Майклом Фортескью в его книге «Language relations across Bering strait», где он предложил урало-сибирскую теорию, которая, в отличие от эскимосско-уральской гипотезы, включает юкагирские языки, чукотско-камчатские языки, а иногда, и нивхский язык в состав семьи.
В настоящее время аргументы, используемые для защиты эскимосско-уральской теории, недостаточны, чтобы даже предположить наличие родства между языками, не говоря уже о том, чтобы утвердительно говорить об их родстве.

## История
Сравнения уральских и эскимосско-алеутских языков были проведены довольно рано. В 1746 году датский богослов Маркус Вельдик сравнил гренландский язык с венгерским. В 1818 году Расмус Раск считал гренландский родственным уральским языкам, в частности финскому, и представил список лексических соответствий (Раск также считал, что уральские и алтайские языки родственны друг другу). В 1871 году Х. Ринк также выдвинул аналогичную теорию. В 1959 году Кнут Бергсланд опубликовал статью «Эскимосско-уральская гипотеза», в которой он, как и другие авторы до него, представил ряд грамматических сходств и небольшое количество лексических соответствий.
В 1998 году Майкл Фортескью представил более подробные аргументы в своей книге «Языковые отношения через Берингов пролив». Название статьи напоминает статью Морриса Сводеша «Языковые отношения через Берингов пролив», опубликованную в 1962 году. Помимо новых предложенных лингвистических доказательств, Фортескью приводит несколько генетических исследований, которые, по его мнению, подтверждают общее происхождение включенных групп с предполагаемой родиной в Северо-Восточной Азии.

## Предлагаемые доказательства
Анте Айкио указал на несколько потенциальных лексических сходств между прауральским и праэскалеутским языками.
| Прауральский                | Праэскалеутский                   |
| --------------------------- | --------------------------------- |
| *ila- ‘место под или внизу’ | *at(ǝ)- ‘вниз’; *alaq ‘подошва’   |
| *elä- ‘жить’                | *ǝt(ǝ)- ‘быть’                    |
| *tuli- ‘приходить’          | *tut- ‘приезжать, земля’; *tulaɣ- |
| *kuda ‘утро, заря’          | *qilaɣ- ‘небо’                    |
| *kuda- ‘ткать’              | *qilaɣ- ‘вязать, ткать’           |

Айкио утверждает, что существует возможное регулярное звуковое соответствие прауральского *-l- и праэскалеутского *-t
По словам Анте Айкио, слова «утро» и «плетение» кажутся совершенно не связанными, что означает случайную омонимию, достаточно редкую. Таким образом, Айкио заявил, что, по его мнению, существует вероятность того, что между двумя семьями существует какая-то связь, однако точные выводы сделать невозможно, и это ещё не доказывает прямую связь, поскольку таковая может возникнуть в результате заимствования.